# エレジー

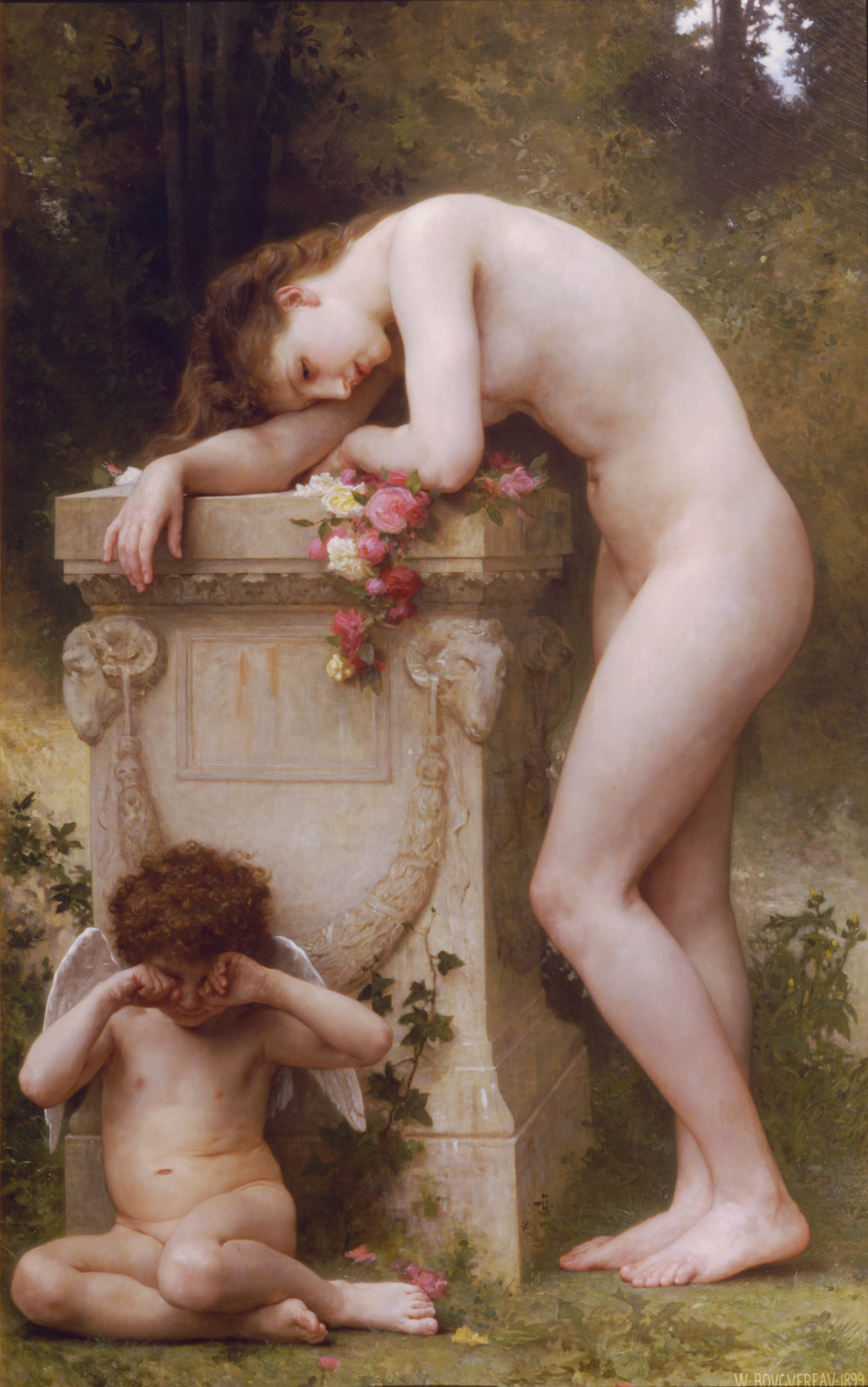
Élégie, ウィリアム・アドルフ・ブグロー (1899)

エレジー（英語: elegy）は、悲しみを歌った詩などの文学作品、楽曲。日本語では悲歌（ひか）、哀歌（あいか）、挽歌（ばんか）などと訳される。
古代ギリシアのエレゲイア（ἐλεγεία / elegeia）に由来するが、エレゲイアは特定の韻律を持った二行連で笛による伴奏とともに歌われるものを指し、必ずしも悲しい内容を歌ったわけではない。

## 古典詩
古代ギリシア語のエレゲイアはエレゴス(ἔλεγος)という歌と関係し、古代ギリシア人はこの歌の起源が死者に対する哀悼歌であると考えていた。しかしながら現存するエレゲイアの主題にはさまざまなものがあるにもかかわらず、哀悼を内容とするものは存在しない。哀悼歌としてはトレーノス(θρῆνος)などの別のジャンルがあり、ピンダロスやシモーニデースの作品が知られる。
古典詩のエレゲイアの詩形、つまりエレゲイオン（elegeion, Elegiac couplet）は2つの行から成る連句である。最初の行はダクテュロス・ヘクサメトロス（長短短六歩格）で、それにダクテュロス・ペンタメトロスの行が続く。ダクテュロス・ペンタメトロスとは、2つのダクテュロス（長短短格）-長音節-2つのダクテュロス-長音節という韻律である。ダクテュロスはヘクサメトロス、ダクテュロスの中で、場所によってスポンデイオス（長長格）に置き換えることもでき（逆に置き換えなければならないこともある）、「-」を長音節、「u」を短音節、「U」を長音節か2つの短音節とすれば、次のようになる。
```
    - U | - U | - U | - U | - u u | - - 
    - U | - U | - || - u u | - u u | -
```

ヘクサメトロスは叙事詩に使われる韻律で、使用する言語も叙事詩と共通していた。エレゲイアは叙事詩より下の詩形と見なされていたので、エレゲイア詩人は叙事詩を書くつもりでエレゲイアを書き、それを叙事詩と関係づけた。
エレゲイア詩の初期の例は、アルキロコスやシモーニデースで、叙事詩と同じくらい古い（アルキロコスは紀元前7世紀の人）。しかし、特筆すべきエレゲイア詩人はヘレニズム期のカリマコスで、ローマの詩人たち（エレギア（elegia）詩人かどうかは問わず）に多大なる影響を与えた。カリマコスは、叙事詩より短く簡潔なエレゲイアならより美しく、より評価に値するものが書けるという考えを広めた。
ローマ時代の代表的なエレギア詩人は、カトゥルス、プロペルティウス、ティブッルス、そしてオウィディウスで、世代が上のカトゥルスが他の3人を先導した。4人とも（とくにプロペルティウス）カリマコスの影響を強く受け、お互いの詩を詠み合った。カトゥルスとオウィディウスはエレゲイア以外の詩形で詩を書くこともあったが、プロペルティウスとティブッルスはそれはしなかった。
ローマでは叙事詩が公的・戦争的で固いものと考えられていたのに対し、エレギアは私的・平和的で柔らかいものと考えられた。とくにアウグストゥス時代初期には一人称による恋愛の（しばしば官能的な）詩がエレギア形式で書かれた。

## 西洋近代詩
イギリスには元々エレジーの詩形はなかったが、1751年にトマス・グレイが書いた『墓畔の哀歌（Elegy Written in a Country Churchyard）』が多くの模倣者を生み、まもなくピンダロス風頌歌とエレジーの両方が当たり前のものになった。もっとも、グレイはエレジーという言葉を孤独と哀悼の詩に用い、ユーロジーには使わなかった。またグレイはギリシア、ローマの古典詩のエレゲイア詩形からエレジーを自由にした。
その後、サミュエル・テイラー・コールリッジが、エレジーは「思索にふける精神にもっとも自然な」形であり、詩人自らが思索できるならどんなテーマでも構わないと主張した。コールリッジは自分の定義がエレジーと抒情詩を融合させることだとわかってはいたが、自分が好きな抒情詩の「瞑想」的性質を重要視することと、グレイが大衆化させた種類のエレジーに言及することを続けた。ウィリアム・ワーズワースが『抒情詩集』の序文で、詩は「平安の中で瞑想された感情」から作られるべきだと言ったことは、これと似ている。ロマン主義以降、エレジーの定義は、元の「死者を追悼する詩」という狭義の意味に戻った。
ドイツではゲーテが「ローマ悲歌」 (Roman Elegies) や「クセーニエン」 (Xenien) をこの詩形で書いた。またシラーの『ネーニエ』はヨハネス・ブラームスによって曲がつけられた（哀悼歌）。ヘルダーリンは古典詩を模倣し、「パンとぶどう酒」 (de:Brod und Wein) のようなエレゲイア詩集を発表した。
以下はシラーの「逍遥」（1795年初版）の例だが、テルモピュライの戦いの英雄のためにシモーニデースが書いたとされる有名な詩を同じ韻律でドイツ語に置き換えている。
```
   Wanderer, kommst du nach Sparta, verkündige dorten, du habest
   Uns hier liegen gesehn, wie das Gesetz es befahl.
```

## 文学
- セクストゥス・プロペルティウスのエレジー（紀元前1世紀）
- 古英語詩『さすらう者』（10世紀）、『ベーオウルフ』（8世紀 - 11世紀）、『The Seafarer』（en:The Seafarer (poem)）
- トマス・グレイ『Elegy Written in a Country Churchyard』（1751年）
- ヤン・コハノフスキ（en:Jan Kochanowski）『Treny』（1580年出版、厳密にはThrenody、en:Laments (Treny)）
- エドマンド・スペンサー『アストロフェルとステラ』（1580年代、en:Astrophel and Stella）
- チディオック・ティッチボーン（en:Chidiock Tichborne）『Tichborne's Elegy』（1586年）
- ジョン・ミルトン『リシダス』（1637年、en:Lycidas） - 詩人エドワード・キング(en:Edward King (British poet)）へのパストラル・エレジー。
- シャーロット・ターナー・スミス（en:Charlotte Turner Smith）『Elegiac Poems』（1785年）
- ウィリアム・カレン・ブライアント（en:William Cullen Bryant）『Thanatopsis』（1817年出版、詩、en:Thanatopsis）
- パーシー・ビッシュ・シェリー『Adonaïs』（1821年、en:Adonaïs） - ジョン・キーツへのパストラル・エレジー。
- イフゲニー・バラトゥインスキー（en:Evgeny Baratynsky）『秋』（1837年）
- アルフレッド・テニスン『In Memoriam A.H.H.』（1849年完成、en:In Memoriam A.H.H.） - 学友アーサー・ハラム（en:Arthur Hallam）へのエレジー。
- ウォルト・ホイットマン『前庭に最後のライラックが咲く時（When Lilacs Last in the Dooryard Bloom'd）』（1865年） - エイブラハム・リンカーンへのエレジー。1946年にパウル・ヒンデミットがこの詩に曲をつけ合唱曲にした。
- ライナー・マリア・リルケ『ドゥイノの悲歌』（1923年、en:Duino Elegies）
- ヴァージニア・ウルフ『灯台へ』(1927年、小説、en:To the Lighthouse）
- カマウ・ブラスウェイト(en:Kamau Brathwaite）『Kumina』（1982年） - 交通事故死した妻の息子へのエレジー。

## 音楽

### クラシック音楽
近現代の音楽におけるエレジーは、形式的に規制された作品ではなく、どちらかといえば幻想曲（ファンタジー）の小品の特徴を持っている。
- ウィリアム・バード『Ye sacred Muses : Elegy on the death of Thomas Tallis』（1585年） - トマス・タリスのためのエレジー。
- ベートーヴェン『むく犬の死に寄せる悲歌』WoO.110（1787年頃）
- ベートーヴェン - 四重唱曲『悲歌』Op.118（1814年）
- メンデルスゾーン『無言歌集』第7集第4曲「エレジー」Op.85-4（1845年）
- アンリ・ヴュータン『エレジー』Op.30（1854年？）
- ワーグナー『エレジー 変イ長調』（1859年 - 1862年）
- ジュール・マスネ『歌曲集第1巻』「エレジー」（1869年頃）
- リスト『エレジー第1番』（1874年）
- リスト『エレジー第2番』（1877年）
- モデスト・ムソルグスキー -  歌曲集『Bez sontsa』第5曲「エレジー」（1874年）
- マスカーニ『エレジー』（1879年）
- チャイコフスキー『弦楽セレナード』Op.48の第3楽章（1880年）
- チャイコフスキー - 『イヴァン・サマーリンの栄誉のためのエレジー（弦楽のためのエレジー）』（1884年） - 『ハムレット』劇付随音楽Op.67bに流用
- フォーレ - 『チェロとピアノのためのエレジー』Op.24（1880年）
- グリーグ『抒情小曲集第2集』第6曲『エレジー』Op.38-6（1883年）
- グリーグ『抒情小曲集第4集』第7曲『エレジー』Op.47-7（1885年 - 1887年）
- エリック・サティ『3つの歌』第2曲『エレジー』（1886年）
- グラズノフ『エレジー  Une pensee a Liszt』Op.17（1887年）
- グラズノフ『エレジー ト長調』Op.44（1893年）
- グラズノフ『エレジー ニ長調』Op.105（1928年）
- ラフマニノフ『幻想的小品集』第1曲『エレジー』Op.3-1（1892年）
- カリンニコフ『エレジー』（1894年）
- ホルスト『Elegy in memory of William Morris』（1899年 - 1900年、『コツウォルド交響曲』に含まれる） - ウィリアム・モリスのためのエレジー。
- アイヴズ『エレジー』（1901年）
- ヨセフ・スク『エレジー』Op.23（1902年）
- ヤナーチェク『我が娘オルガの死へのエレジー』（1903年） - 作曲者の娘オルガのためのエレジー。
- レオポルド・ゴドフスキー『ルネッサンス』第5曲「エレジー ホ短調」（原曲ラモー）（1906年 - 1909年）
- ブゾーニ『エレジー』（1907年 - 1908年）
- バルトーク『2つのエレジー』（1908年 - 1909年）
- エルガー『弦楽のためのエレジー』Op.58（1909年）
- マルティヌー『エレジー』（1909年）
- クロード・ドビュッシー『エレジー』（1915年）
- サン＝サーンス『エレジー』Op.143（1915年）
- ジョゼフ・アクロン『エレジー』Op.62(1927年）
- ブリテン『エレジー』（1930年）
- ディーリアス『カプリースとエレジー』（1930年）
- ショスタコーヴィチ『2つの小品』「エレジー」（1931年）
- ショスタコーヴィチ『バレエ組曲第3番』「エレジー」（1952年）
- ショスタコーヴィチ『弦楽四重奏曲第15番』「エレジー」(1974年)
- ミヨー『Elégies romaines de Goethe』Op.114（1932年）
- ミヨー『3つのエレジー』Op.199（1939年）
- ミヨー『エレジー』Op.251（1945年）
- ミヨー『エレジー』Op.416（1965年）
- メトネル『2つのエレジー』Op.59（1938年）
- ストラヴィンスキー『エレジー』（1944年）
- ストラヴィンスキー『J.F.Kのためのエレジー』（1964年） - ジョン・F・ケネディ追悼のエレジー。
- ハワード・ハンソン『セルゲイ・クーセヴィツキー追悼のエレジー』（1955年）
- プーランク『ホルンとピアノのためのエレジー』（1957年）
- プーランク『2台のピアノのためのエレジー』（1959年）
- ハンス・ヴェルナー・ヘンツェ - オペラ『若い恋人たちへのエレジー』（1959年 - 1961年）
- ヨン・レイフス『エレジー』Op.53（1961年）
- ピーター・スカルソープ - ヴィオラと弦楽のための『エレジー』（2006年）

### その他
- 七里ヶ浜の哀歌 - 七里ヶ浜沖でのボート遭難事故を歌った流行歌。
- 琵琶湖哀歌 - 琵琶湖でのボート遭難事故を歌った流行歌。
- 湯の町エレジー - 近江俊郎のシングル。
- さよならエレジー - 菅田将暉のシングル。
- 石狩エレジー - 霧島昇のシングル。
- シベリヤ・エレジー - 伊藤久男のシングル。
- 若き日のエレジー - 伊藤久男のシングル。
- 風のエレジー - 森進一のシングル。
- 江の島悲歌（エレジー） - 「エレジーの女王」と呼ばれた菅原都々子のシングル。
- 石狩川悲歌 - 三橋美智也のシングル。
- 挽歌 - 由紀さおりのシングル。
- 石狩挽歌 - 北原ミレイのシングル。
- TOKYO ELEGY - 稲垣潤一のシングル。
- 哀歌 (エレジー) - 平井堅のシングル。
- ドラゴンクエストIV 導かれし者たち - アッテムトの町および全滅時のBGM。
- エレジィ - あさき作のゲームミュージック。
- エレジー (バンド) - オランダのヘヴィメタルバンド。
- Elegy - アモルフィスのアルバム及びその収録曲。
- エレジー - 「マグダラなマリア」〜マリアさんは二度くらい死ぬ！オリエンタルサンシャイン急行殺人事件〜劇中歌
- 天王寺エレジー - ザ50回転ズのアルバム「50回転ズのギャー」に収録。
- 悲歌 - ガロの楽曲。アルバム『吟遊詩人』に収録。

## 映画
- エレジー (1971年の映画) - トルコの映画。
- エレジー (1985年の映画) - ソ連のドキュメンタリー映画。
- エレジー (2008年の映画) - アメリカ合衆国の映画。

## 絵画
- ウィリアム・アドルフ・ブグローの作品。「Élégie」(1899)